# Erioptera rogersi
Erioptera rogersi is een tweevleugelige uit de familie Limoniidae. De soort komt voor in het Oriëntaals gebied.